# Liuba Xumeiko
Liuba Xumeiko (ucraïnès: Люба Шумейко)  (Txerníhiv, 8 d'abril de 1982) és una model i fotògrafa ucraïnesa.

## Biografia
Encara que va estudiar disseny de moda a la Universitat Tecnològica de Kíiv, ha estat la seva carrera com a model la que l'ha fet famosa a tot el món. I desenvolupà gran part de la seva carrera de model amb el seu marit i fotògraf noruec Petter Hegre.
Té una germana bessona, Nàdia Xumeiko , que solia fer de model amb ella per Petter Hegre, però actualment Nàdia apareix només a les passarel·les convencionals.
Després de fer-se amb el certamen de Miss local, Liuba va aparèixer per primera vegada a la xarxa en el lloc web de MetArt, guanyant una gran popularitat també amb el lloc web del seu marit Hegre-archives.com (canviat el nom el desembre de 2005 a Hegre-art.com) com a Primera Dama de Hegre-Archives. El logotip de la companyia i del lloc web de Petter Hegre està basat en una imatge del seu rostre.
En 2005 es va convertir en fotògrafa de la revista The New Nude. Ha aparegut també posant per als fotògrafs Didier Carré i en la revista Perfect 10.